# 외세
외세는 귀나 변의 실리에 대응해 바깥쪽, 중앙 방면에 두텁게 형성된 세력이다.